# Liepmann Fraenckel
Liepmann Fraenckel, auch Lippmann F. oder Fränckel (* 26. April 1772 in Parchim; † 26. März 1857 in Kopenhagen) war ein deutscher Miniaturmaler.
Fraenckel ging nach einer kaufmännischen Ausbildung 1792 an die dänische Kunstakademie Kopenhagen, wo er von dem Miniaturisten Frederik Christian Camradt unterrichtet wurde. Franckel arbeitete hauptsächlich in Dänemark und wurde 1819 Königlich dänischer Hofminiaturmaler. Zwischenzeitlich arbeitete er zeitweise auch als Porträtist in Pastell- und Miniaturmalerei in Schweden. Seine dänische Werke sind stilistisch von Camradt, Heinrich Jacob Aldenrath und Christian Horneman beeinflusst, während die schwedischen Arbeiten denen Domenico Bossis ähneln. Darüber hinaus war er Unternehmer und viele Jahre Inhaber einer Tapetenfabrik, weshalb er sein künstlerisches Schaffen ab 1826 stark einschränkte.